# Lolka és Bolka vakációja
A Lolka és Bolka vakációja (eredeti cím: Sposób na wakacje Bolka i Lolka) lengyel rajzfilm, amely Lolka és Bolka nyaral című rajzfilmsorozat alapján készült. 
Lengyelországban 1986-ban, Magyarországon 1989. október 19-én mutatták be a mozikban.

## Szereplők
- Lolka – Egyik szereplő, a valamennyi fekete szálas hajú, fehér pólós, lila nadrágos fiatalabbik testvér.
- Bolka – Másik szereplő, a fekete hajú, sárga ruhás, piros rövidnadrágos idősebbik testvér.

## Mesemondó
| Szereplő | Eredeti hang   | Magyar hang    |
| -------- | -------------- | -------------- |
| Narrátor | Tadeusz Kwinta | Fülöp Zsigmond |